# Vallo di Mazara
Il Vallo di Mazara era uno dei tre valli (o reali dominii al di là del Faro) in cui era suddivisa la Sicilia dalla fine della dominazione musulmana al periodo borbonico, fino al 1818, quando fu suddiviso in circoscrizioni minori, i distretti.
Nel 1818, con la riforma dei territori del Regno delle due Sicilie si suddivise il territorio isolano in sette province, o valli minori.

## Etimologia
L'origine etimologica del termine Vallo è stata ampiamente discussa e non esiste una ipotesi definitiva. Genericamente si tende a far risalire il termine da un termine arabo, il più delle volte identificato nel vocabolo wālī (in arabo والى‎?). Tuttavia il termine definisce le magistrature preposte alle province e non le medesime, le quali sono piuttosto chiamate wilāya. Per lo studioso e orientalista Michele Amari vallis sarebbe da interpretarsi come traduzione in lingua latina del termine 'ikrim, con significato indistinto nei primi diplomi normanni quale "territorio" e quindi estendibile a qualsiasi città, distretto o provincia. Sulla declinazione del vocabolo invece si concorda per l'uso al maschile distinguendolo dal lemma valle che comunque avrebbe ben diversa origine, sebbene non manchino errate attribuzioni del termine.
L'origine del nome si deve alla città di Mazara, preferita a Lilibeo, già divenuta Marsala (da Marsā ʿAlī, o Marsā Allāh), in quanto probabilmente sede del dīwān dei benefici militari in età islamica. Si potrebbe supporre che in seguito divenisse Palermo stessa la sede degli uffici del Vallo.
Il Vallo ha a sua volta dato origine alla denominazione di prodotti - per lo più agroalimentari - della Sicilia occidentale, come ad esempio dell'olio d'oliva DOP Val di Mazara.

## Storia
Il primo documento datato che tratta il Vallo di Mazara risale al 1203 e pertanto è il più tardivo dei valli di epoca normanna documentato, in un diploma redatto sotto la reggenza di Gualtiero di Palearia, tutore di un giovanissimo Federico (al tempo aveva appena nove anni) il quale era ancora in quell'anno ostaggio di Guglielmo di Capparone. Probabilmente in realtà il Vallo dovette esistere già da tempo e ricalcava grossomodo i confini della vecchia provincia Lilibetana, mantenuta dai quwwád (governatori, pl. di qāʾid) aghlabidi e forse prevista nella organizzazione del Regno di Sicilia nel suo nascere per volere di Ruggiero II nel 1130.
Nel 1231 avviene una mossa politica di Federico II atta a unificare le varie forme di amministrazioni locali, dissolvere le diverse autonomie e i privilegi concessi dai suoi predecessori e nel contempo ripristinare l'antica suddivisione romana, leggibile nel contesto della visione imperialistica del sovrano. Mediante le costituzioni di Melfi Federico suddivise il Regno in due macro-aree, assumendo quale riferimento la città calabrese di Roseto, che fungeva da confine, di conseguenza, la Sicilia e la Calabria costituirono la prima di tali aree. L'area siculo-calabrese fu ripartita in quattro giustizierati, due peninsulari e due isolani. In Sicilia, seguendo l'antica e naturale divisione dell'isola fatta dai due fiumi Imera, istituì il giustizierato Sicilia citra flumen Salsum e il giustizierato Sicilia ultra flumen Salsum, usando il Faro (Messina) come riferimento, sicché la seconda (al di là del fiume Salso) era costituita dalla metà occidentale. Qui l'amministrazione e la riscossione dei tributi fu affidata da Federico II a due segreti, che erano funzionari di nomina regia il quale risiedeva in Palermo, mentre risiedeva in Messina il segreto che aveva competenza sulla Sicilia al di qua del Salso, sul giustizierato di Calabria e sulla Val di Crati e Terra Giordana. Questo accentramento tuttavia non cancellò del tutto le strutture amministrative locali che anzi mantennero le loro espansioni territoriali, ma ne cambiò principalmente la funzione. Il Vallo mantenne il titolo, ma cambiò funzione divenendo sede dunque di una sotto-circoscrizione giudiziaria. Le funzioni fiscali assumono pure una loro ramificazione, così assistiamo alla presenza di più distretti fiscali tra cui l'istituzione anche di "un camerario della contea di Geraci e delle partes di Cefalù e Termini, nominato dal secreto di Palermo". Alla morte di Federico le amministrazioni di giustizia assumono anche funzioni militari e sotto Manfredi, nel 1255, Enrico Abbate veniva denominato «capitaneus in Valle Mazarie».
La dinastia sveva lasciò il posto a Carlo I d'Angiò, designato Re di Sicilia da papa Clemente VI nel 1265, il quale provvide nuovamente ad accentrare le funzioni nelle due circoscrizioni federiciane svalutando e diminuendo le competenze delle circoscrizioni più piccole. Dopo la Guerra del Vespro la Sicilia venne riconosciuta regno degli Aragona e con la riforma amministrativa di Pietro I avvenuta dopo il 1282, il Vallo di Mazara vide perdere il territorio agrigentino, il quale divenne l'autonomo Vallo di Girgenti, e la Contea di Geraci a cui vennero assegnate le partes di Cefalù e Termini. Il territorio corrispose con quello della diocesi, almeno fino al periodo compreso fra il 1312 e il 1329, quando si ha notizia di un giustiziere a Trapani, forse però un capitano con funzioni giudiziarie la cui competenza si limitava ai territori della stessa città e come tale non sottraeva di fatto Trapani all'intendenza del Vallo. Nel 1373, a causa della carestia, le rivolte portarono all'estromissione del conte Francesco II Ventimiglia, giustiziere preposto al Vallo, e re Federico IV si trovò costretto a nominare nuovi capitani con cognizione delle cause criminali in quasi tutti i centri demaniali: a Trapani, a Monte San Giuliano, a Marsala, a Corleone, a Salemi.
Per il periodo successivo l'obiettivo di riservare l'esercizio della giustizia penale a pochi funzionari che rispondevano direttamente al sovrano fu perseguito, dopo il periodo dei 4 vicari e la successiva restaurazione del potere regio, da Martino I che nel 1403 ripropose nel capitolo 51 delle sue Constitutiones il ripristino della carica di giustiziere nei quattro Valli, anche se questa norma non pare abbia avuto una concreta applicazione. La suddivisione di Martino I prevedeva i valli di Mazara, di Noto, di Demona e di Girgenti e Castrogiovanni. A loro volta questi erano suddivisi in Territori.
Nel 1583 il viceré Marcantonio Colonna riorganizzò l'amministrazione siciliana delineando i nuovi confini dei valli, riducendoli a tre e di fatto fondendo i territori dei giustizierati aragonesi di Girgenti e Geraci con il Val di Mazara, mentre vennero istituite quarantadue comarche di cui quasi la metà ricadevano entro i confini del Vallo, un numero non facilmente definibile per la non corrispondenza dei confini dei valli con quelli delle comarche, che erano sovrapponibili solo in alcuni punti: è il caso della comarca di Polizzi, posta a cavallo tra i valli di Mazara e Demone. Il Vallo delineato dal Colonna comunque vide il ripristino del vecchio confine del fiume Salso dell'originaria provincia Lilibetana, sebbene in parte ridimensionato.
Il Vallo manterrà le sue funzioni fino al 1812, quando verrà diviso nelle circoscrizioni minori, i distretti di Mazara, Trapani, Alcamo, Girgenti, Sciacca, Bivona, Caltanissetta, Piazza, Terranova, Palermo, Termini, Cefalù, Corleone.
Il 1º gennaio 1818 il grande vallo di Mazzara fu diviso in tre valli minori, amministrate da tre intendenze: Palermo, Trapani e Girgenti.

## Localizzazione
A differenza dei valli di Demena, di Castrogiovanni, di Milazzo e di Girgenti esso mantenne la sua unicità fino al suo scioglimento nel 1812, sebbene fortemente ridimensionato nei suoi confini. Inizialmente infatti dovette contenere i territori al di là del Salso, comprendendo tutta la zona occidentale dell'Isola, ossia le odierne province di Trapani, Agrigento e Palermo. Il confine con i due altri Valli era definito dalla linea ideale costituita dei due fiumi siciliani Imera Settentrionale o Superiore ed Imera Meridionale - i quali costituivano per gli antichi geografi un'unica entità fluviale - delineando ad oriente la linea immaginaria tra Termini, Polizzi Generosa e Alicata e occupò una superficie di circa 11.000 km², la maggiore dei tre valli principali.
In età sveva, al momento della istituzione delle due Provincie federiciane, comprendeva i territori da Palermo a Carini, Castellammare del Golfo, Trapani, Marsala, Mazara, Sciacca, Sambuca, Giuliana, Cristia, Bivona, Vicari, Caccamo sino a Termini. Le maggiori città del Vallo appaiono anche nel potentato originario di Abd Allah ibn Makut, non è dunque difficile ipotizzare che esso abbia origini già comunque nel periodo della prima organizzazione del Regno di Sicilia, fondato da Ruggero II, nel 1130. Tuttavia dalla sua estensione territoriale la città di Palermo se ne staccò ben presto per i privilegi concessi dall'ospitare dapprima la coorte del Regno e in seguito anche un governatorato autonomo; Palermo aveva intendenza anche sul suo circondario, il cui maggior territorio era quello di Monreale.

## Geografia
Il territorio dove si insediava il Vallo è caratterizzato da rocce sedimentarie e calcareniti, ed è tra le aree più ricche di minerali della Sicilia. Presentandosi come una punta proiettata sul mare il Vallo aveva numerosi porti naturali, tra cui lo stagnone di Marsala, la maggiore laguna dell'Isola. Il maggiore fiume è il Belice; l'area in cui esso scorre è tra le più instabili geologicamente ed è stata sconvolta da violenti sismi, tra cui quello del 1578 con epicentro a Sciacca (magnitudo 5.17±0.30) e quello del 1740 (magnitudo 5.37±0.30). Vegetazione a macchia mediterranea con una massiccia presenza di piante esotiche in prevalenza originarie del Nordafrica, importate durante la dominazione islamica della Sicilia. Le maggiori città si trovano lungo la costa, sebbene non manchino grossi centri anche in zone un po' più interne.